# Leucania multipunctata
Leucania multipunctata är en fjärilsart som beskrevs av Druce 1889. Leucania multipunctata ingår i släktet Leucania och familjen nattflyn. Inga underarter finns listade i Catalogue of Life.